# Ракетный удар по железнодорожной станции Чаплино
Ракетный удар по железнодорожной станции Чаплино в Днепропетровской области был нанесён российскими войсками в День независимости Украины 24 августа 2022 года. По официальным данным Украины, в результате удара погибли 25 человек, 10 из которых были мирными жителями (среди них дети 6 и 11 лет); более 30 человек получили ранения.
По числу убитых обстрел станции Чаплино стал одним из самых смертоносных с начала вторжения России на территорию Украины, после обстрела железнодорожного вокзала Краматорска (убито 57 человек), наряду с ударом по торговому центру в Кременчуге (22 человека), Дому офицеров в Виннице (27 человек) и общежитиям в Харькове (25 человек).

## Ход событий

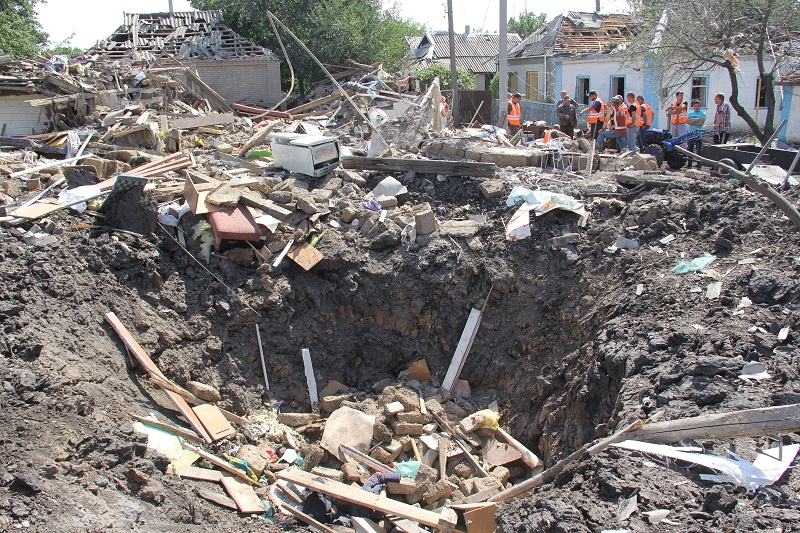
Кратер в посёлке

24 августа 2022 года российские войска обстреляли ракетами узловую железнодорожную станцию в пгт Чаплино в Синельниковском районе Днепропетровской области. Ранее разведка США предупреждала, что Россия ударит ракетами по гражданским объектам в этот день. В результате удара были уничтожены четыре пассажирских вагона. Одна из ракет попала по частному дому, из-под обломков которого местные жители вытащили живыми женщину и 13-летнего мальчика, второго ребёнка 11 лет достали из-под завалов уже мёртвым.
По первоначальным данным, от удара погибли 15 человек, а ещё пятьдесят ранены. Впоследствии количество убитых возросло до 25, а раненых — уменьшилось до тридцати одного. Из 25 человек пять человек сгорело заживо в машине (включая ребёнка шести лет). По заявлениям украинских властей, 10 из погибших были мирными жителями.

## Реакция

### Украина
Выступая на заседании Совета Безопасности ООН, президент Украины Владимир Зеленский заявил: 

Четыре пассажирских вагона горят. На данный момент убиты по меньшей мере 15 человек, около 50 ранены. Спасатели работают. Но, к сожалению, количество погибших ещё может увеличиться. Так мы живем каждый день. Так Россия подготовилась к этому заседанию Совбеза ООН.

### Россия
Минобороны России признало факт нанесения ракетного удара по Украине и заявило, что удар был нанесён по эшелону с украинскими резервистами и техникой. В сводке ведомства утверждалось, что «в результате прямого попадания ракеты „Искандер“ по воинскому эшелону на железнодорожной станции Чаплино в Днепропетровской области уничтожено свыше 200 военнослужащих резерва ВСУ и 10 единиц военной техники, следовавших в зону боевых действий на Донбассе».